# Four Motors
Four Motors ist ein deutsches Motorsportteam aus Reutlingen. Das Team wurde 2003 von dem ehemaligen DTM-Fahrer Thomas von Löwis of Menar gegründet und richtete das Team als Entwicklungsträger für die Automobilindustrie für nachhaltigere umweltfreundliche Fahrzeuge aus. Einer der Fahrer ist der Sänger Michael B. „Smudo“ Schmidt von den Fantastischen Vier, der von Beginn an dabei ist. Mit dem Namen Four Motors lehnten sich von Löwis und Smudo an Bezeichnungen der Fantastischen Vier wie Four Music und Four Artists an.
Das Team startet in der Nürburgring Langstrecken-Serie und dem 24-Stunden-Rennen.

## Fahrzeugkonzepte
Das Team startete mit Bio-Beimischungen im Kraftstoff, ab 2006 wurden Teile aus Metall und kohlenstofffaserverstärktem Kunststoff  durch Bio-Leichtbauteile ersetzt, sowie lösungsmittelfreie Lacke und Folierungen genutzt. Später werden recycelte Schmierstoffe für Motor und Getriebe, CO2-neutrale Räder und langlebigere Reifen als Alternative für die stärker umweltbelastenden Standardmaterialien verwendet.
Unter den mehr als 30 Klassen der Nürburgring-Serie gibt es seit 2016 die Klasse der „Alternativen Treibstoffe“, in der auch Four Motors an den Start geht.
2003–2015 setzte Four Motors folgende Fahrzeuge ein:
- VW New Beetle TDI (2003–2005; Fahrzeug aus dem Beetle-Cup, aber mit Dieselmotor)
- Ford Mustang GT (2006–2008, mit VW-RTD-Motor)
- Renault Mégane Trophy (2009–2010,  Cupfahrzeug aus Frankreich, aber mit Dieselmotor)
- VW Scirocco 2.0l TDI (2011–2015)

Seit 2016:
- Porsche Cayman GT4 Clubsport, Typ 981 (seit 2016)[6]
- Porsche 911 GT3 Cup, Typ 991.2 (seit 2018)[7]
- 718 Porsche Cayman GT4 Clubsport, Typ 982 (seit 2020)[8]
- Porsche 911 GT3 Cup, Typ 992 (seit 2024)[9]

Nach den Modellen mit Dieselmotoren, die mit Kraftstoff in verschieden prozentigen Bio-Beimischungen gefahren wurden, sind es seit 2016 Ottomotoren von Porsche, die mit 20 % Bioethanolanteilen im Otto-Kraftstoff und reraffinierten Schmierstoffen in Motor und Getriebe im Einsatz.
| Fahrzeugtyp                      | Nachhaltige Komponenten | Verwendungszeitraum |
| -------------------------------- | --- | ------------------- |
| VW New Beetle TDI                | Kraftstoff: Biodiesel (B100) | 2003–2005           |
| Ford Mustang GT RTD              | Kraftstoffe: Biodiesel (B7, R33, B30) Bauteile: Karosserie aus nachwachsenden Rohstoffen | 2006–2008           |
| Renault Mégane RS Trophy         | Kraftstoff: Biodiesel (B30) Bauteile: Biofaser-Karosserieteile Schmierstoffe: Pflanzliches Motoröl | 2009–2014           |
| VW Scirocco 2.0 TDI „BioRocco“   | Kraftstoff: Biokraftstoffmix (R33) Bauteile: Leichtbaukarosserie aus Naturfaserverstärkten Kunststoffen und Interieur aus biobasierten Kunststoffen Schmierstoffe: Reraffinierte Motoröle Folien: lösungsmittelfreie PVC-Folierung | 2015                |
| Porsche Cayman GT4 Clubsport 981 | Kraftstoff: E20 Bauteile: Türen, Heckflügel und Fronthaube aus Naturfaserverbundwerkstoffen & CO2-neutrale Räder Schmierstoffe: Reraffinierte Motor- und Getriebeöle | 2016–2023           |
| Porsche 911 GT3 Cup (991.2)      | Kraftstoff: E20 Bauteile: Fahrertür aus Naturfaserverbundwerkstoffen Schmierstoffe: Reraffinierte Motor- und Getriebeöle | 2018–2023           |
| Porsche 718 Cayman GT4 Clubsport | Kraftstoff: E20 Bauteile: Türen, Heckflügel, Frontlippe, Stoßstangen, Frontsplitter, Front- und Heckdeckel, Diffusor, vordere Kotflügel, Luftführung, Dachluke, Blenden für Instrumente, Mittelkonsole und Handschuhfachdeckel aus Naturfaserverbundwerkstoffen & CO2-neutrale Räder Schmierstoffe: Reraffinierte Motor- und GetriebeöleEin zusätzlicher Porsche 718 wird seit Beginn der Saison 2024 eingesetzt. | Seit 2020           |
| Porsche 911 GT3 Club 992         | Kraftstoff: E20 mit 60 % biogenen Anteilen Schmierstoffe: Reraffinierte Motor- und Getriebeöle | Seit 2024           |

## Nachhaltige Komponenten
Stand 2024 hat Four Motors eine Entwicklungspartnerschaft mit der Porsche AG und weiteren industriellen Partnern wie Wolf Oil, CropEnergies, Ronal, Bcomp, Pagid Racing und Mahle. Daneben treten und traten auch immer wieder Institutionen als Kooperationspartner mit Four Motors an: das Deutsche Zentrum für Luft- und Raumfahrt (DLR, bis 2009), die Union zur Förderung von Oel- und Proteinpflanzen (UFOP; Biodiesel bis 2015), eine Agentur des Deutschen Bauernverbandes, das Institut für Biokunststoffe und Bioverbundwerkstoffe (IfBB) der Fach-Hochschule Hannover (bis 2016). Das Bundesministerium für Ernährung und Landwirtschaft (BMEL) mit einer Förderung über die Fachagentur Nachwachsende Rohstoffe (FNR) und das Wilhelm-Klauditz-Institut (WKI) des Fraunhofer-Instituts für Holzforschung.
Sie brauchten für ihr Ethanol weder Palmöl noch würden Regenwälder abgeholzt. Ihre Rohstoffe kämen aus der Region und genügen Nachhaltigkeitsstandards.
Im Karosseriebau werden statt Metallen und Leichtbauteilen aus kohlenstofffaserverstärktem Kunststoff Verbundteile mit Flachsfasern hergestellt und in den Rennwagen von Four Motors eingesetzt. Das Material sei ebenso leicht und steif wie Elemente mit Kohlenstofffasern und die Lebensdauer dieselbe. Am Ende aber bleibe kein Abfall, weil es sich rückstandslos verbrennen oder künftig vielleicht sogar kompostieren lasse. Zudem könnten die Kosten um run 30 % verringert werden und bei Unfällen gibt kein Zersplittern in gefährliche, scharfe Einzelteile.

## Erfolge
In der Nürburgring-Langstrecken-Serie und ihren Vorgängermeisterschaften VLN gelangen dem Team rund um Thomas von Löwis und Smudo etliche Rennsiege in der Klasse der Alternativen Treibstoffe. Von 2016 bis 2019 sowie 2021 stellte Four Motors am Saisonende den jeweiligen Klassenmeister.
Bereits im Premierenjahr 2003 feierte das Team drei Siege bei neun Starts. 2008 gelang der erste von sechs ersten Plätzen beim Meisterschaftshöhepunkt, dem 6-Stunden-Rennen auf dem Nürburgring.
Neben von Löwis und Smudo siegten als Four-Motors-Fahrer auch Tim Schrick, Lars Kern und Simona de Silvestro.
Beim alljährlichen Saisonhöhepunkt auf dem Nürburgring, dem nicht zur Meisterschaft zählenden Internationalen 24-Stunden-Rennen, wurde das Four-Motors-Team 2003 Vierter seiner Klasse. Der erste Triumph gelang 2017; seitdem gewann Four Motors die Siegerpokale durchgängig (einschließlich 2021). In den regelmäßig mit 120 bis 210 Fahrzeugen besetzten Rennen wurden zudem Platzierungen wie Rang 21 (24h, 2019) und Rang 20 (NLS 6, 2021) im Gesamtklassement erreicht.
Beim 12h-Rennen 2023 am Nürburgring schaffte der GT3-Kader mit Platz 19 im Gesamtklassement die beste Platzierung in der 20-jährigen Teamgeschichte.

## Auszug bekannte Presserezensionen
- Film „Fuel“ (2008)[39]
- 6-teilige Serie, „Four Motors – Alternativ zum Sieg“, auto motor und sport tv (2019)[40]